# 212P/NEAT
212P/NEAT, komet Jupiterove obitelji